# Duck Hill
Duck Hill – miasto w Stanach Zjednoczonych, w stanie Missisipi, w hrabstwie Montgomery.